# Vidrieros

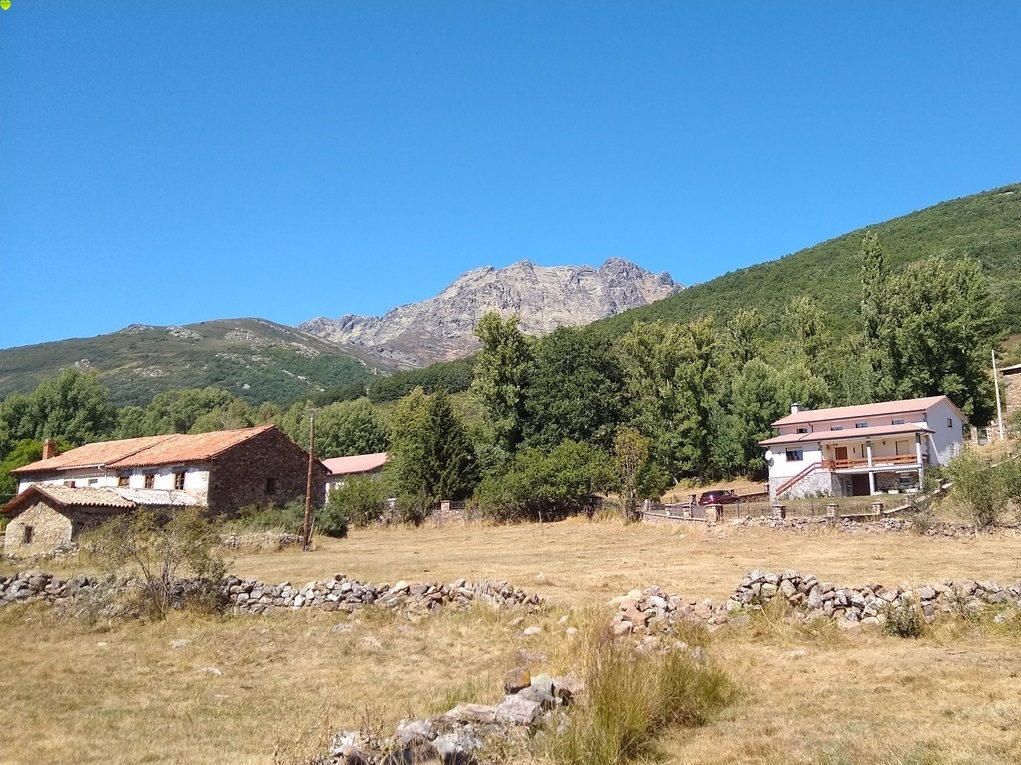
El Curavacas desde el pueblo

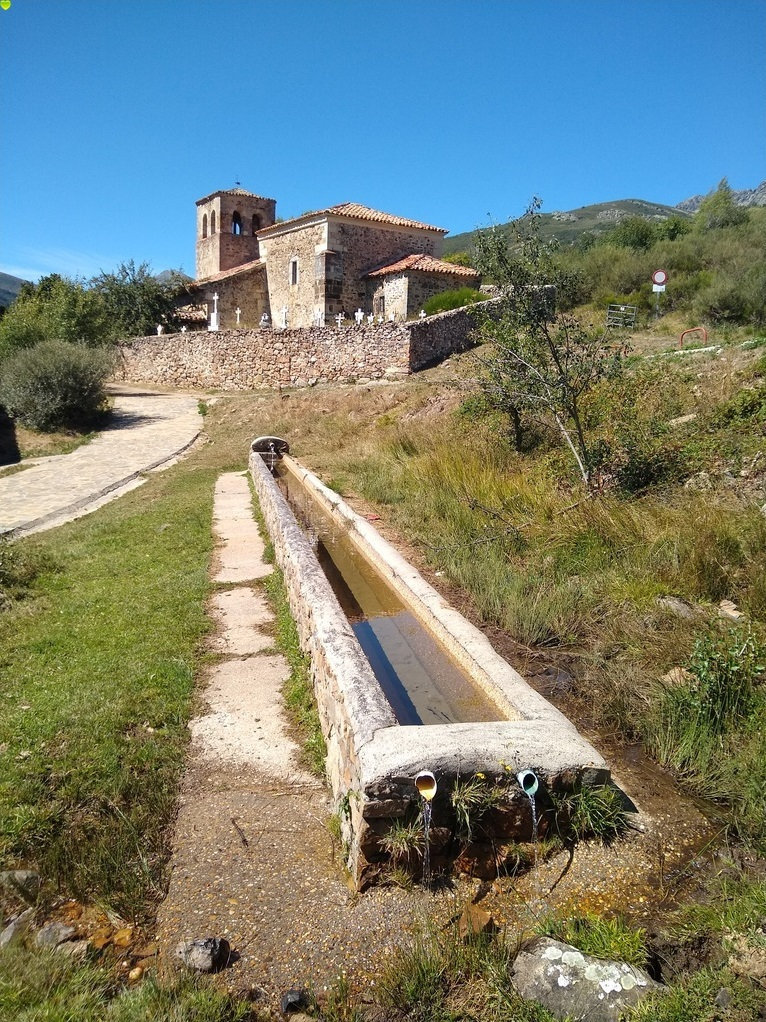
Iglesia

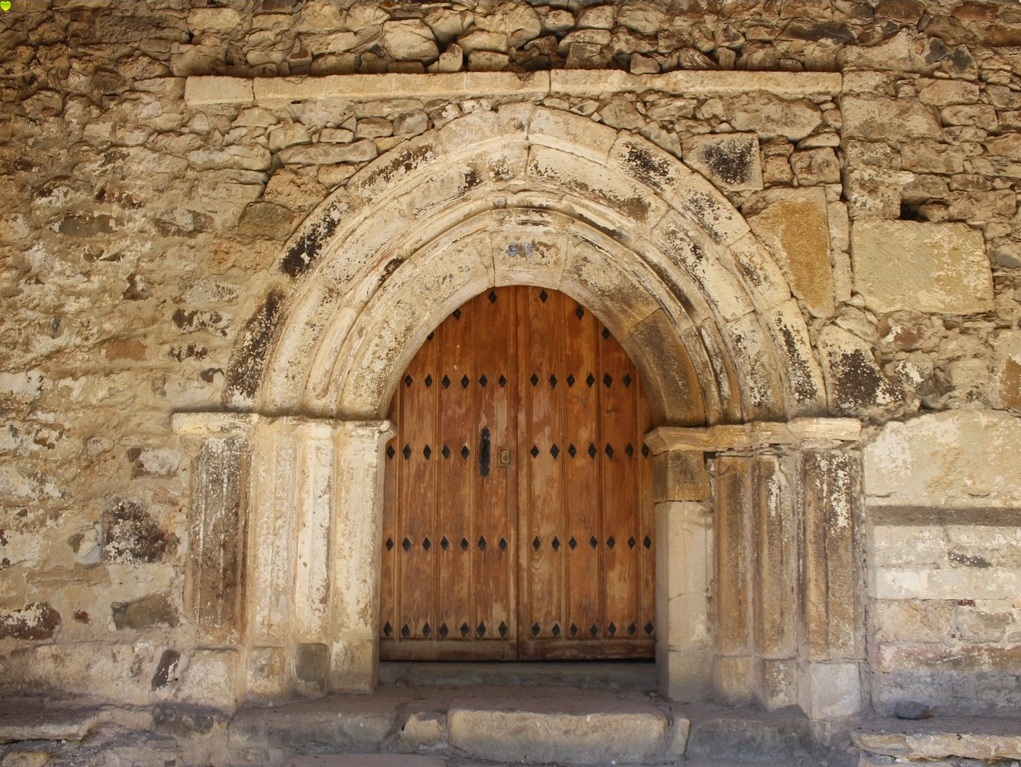
Portada de la iglesia

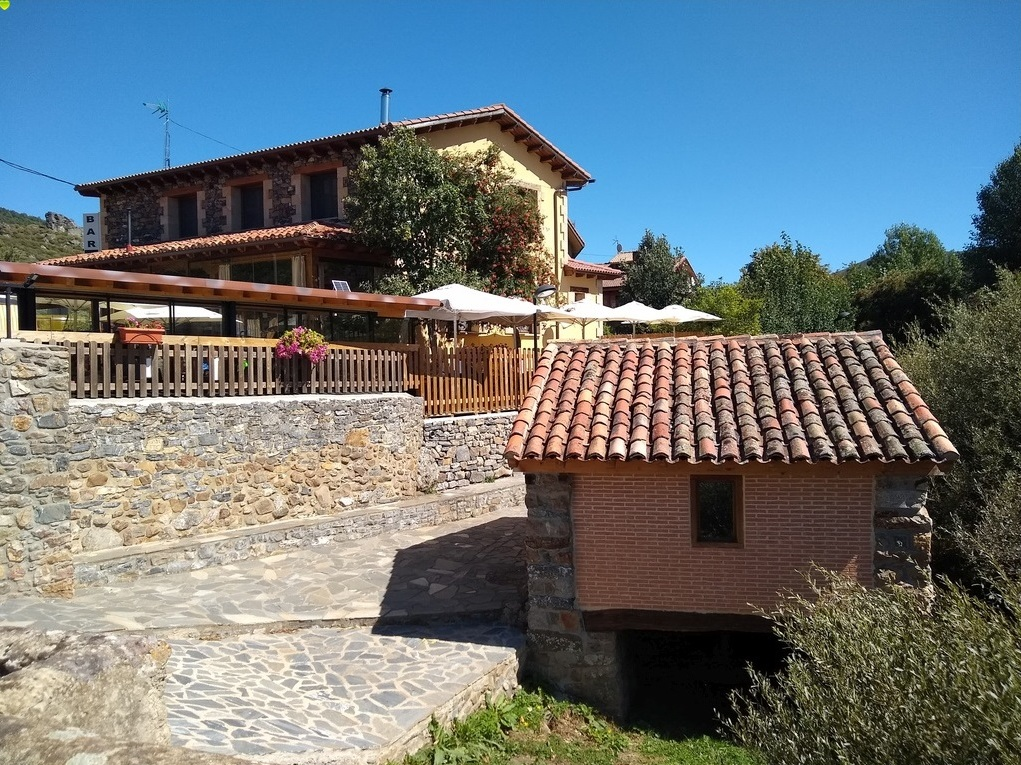
Mesón El Molino de Vidrieros

Vidrieros es una localidad y también una pedanía del municipio español de Triollo, en el norte de la provincia de Palencia, situada a 125 km de la capital.

## Geografía
Está situada al pie del pico Curavacas en el valle del Río Carrión, cerca del embalse de Camporredondo.

## Situación administrativa
Se rige por una Junta de vecinos dependiente del ayuntamiento de Triollo, al igual que la vecina localidad de La Lastra.

## Demografía
Evolución de la población en el siglo XXI
| Gráfica de evolución demográfica de Vidrieros entre 2000 y 2020    |
|                                                                    |
| Población de derecho (2000-2020) según el padrón municipal del INE |

## Historia
La zona fue escenario de las campañas militares de Augusto contra los cántabros durante el siglo I a. C., ya que había tres campamentos romanos.
Pese a la opinión de algunos expertos mal documentados que afirman que el pueblo siempre estuvo ubicado en el mismo sitio,[cita requerida] la verdad es que originalmente se alzó en torno a la iglesia del siglo XII.[cita requerida] Sin embargo, debido a la construcción de la nueva carretera en el siglo XVIII, los vecinos empezaron a trasladarse a la parte baja quedando la iglesia exenta del pueblo.[cita requerida]
A la caída del Antiguo Régimen la localidad se constituye en municipio constitucional y que en el censo de 1842 contaba con 27 hogares y 140 vecinos, para posteriormente integrarse en Triollo.

## Economía
Sus habitantes se han dedicado tradicionalmente a la agricultura y la ganadería, como los demás de la comarca. 

## Monumentos
- Iglesia románica del siglo XII.
- Cruz de origen celta.

## Fiestas y costumbres
15 y 16 de agosto, días de Nuestra Señora y San Roque respectivamente, patronos del pueblo.